# Le Port de Quimper
Le Port de Quimper est une peinture à l'huile sur bois, peinte par Eugène Boudin en 1857. Sur cette vue depuis le quai du Cap Horn, figurent les flèches de la cathédrale, nouvellement construites.  

## Description
Cette toile représente des berges aménagées à l'aval d'une ville au loin. 
Des scènes de la vie quotidienne sont représentées au premier plan. Deux femmes lavent leur linge sur le quai dans le coin inférieur gauche. Une troisième femme et son enfant les rejoignent. Cette dernière porte son panier de linge sur sa tête. Le quai où se trouvent les femmes, à gauche du tableau, est animé. 
Au second plan, des navires sont accostés au port sur les deux quais. Une seule maison à quatre étages est visible à droite quand une maison d'un étage est observable sur la bordure gauche du tableau. De grands arbres prennent le pas sur les habitations, opérant une rupture visuelle de part et d'autre de la rivière.
Au centre de la composition et à l'arrière-plan, se trouvent des maisons mitoyennes, aux façades blanches, et de plusieurs étages le long du quai de gauche. L'œil est attiré par les deux flèches d'un grand édifice, surplombant la ville et se reflétant dans la rivière.
Le ciel est dynamique, les nuages sont très contrastés et apportent encore du mouvement à la composition.

## Histoire

### Contexte de création
En 1855, Eugène Boudin tente de trouver un thème pour son premier envoi au Salon à Paris. Pour cette occasion, l'artiste veut se renouveler. Pour cela, il décide de partir en Bretagne. Le peintre tombe sous le charme de la région et y effectua ensuite 27 voyages jusqu'en 1897.
Durant ce premier séjour, il est probable que l'artiste ait rencontré le collectionneur Jean-Marie de Silguy. Ce dernier aurait pu passer directement commande au peintre pour cette vue de la ville de Quimper. C'est au cours de ce même séjour qu'il assiste également au Pardon de Kerdevot durant ce même voyage.

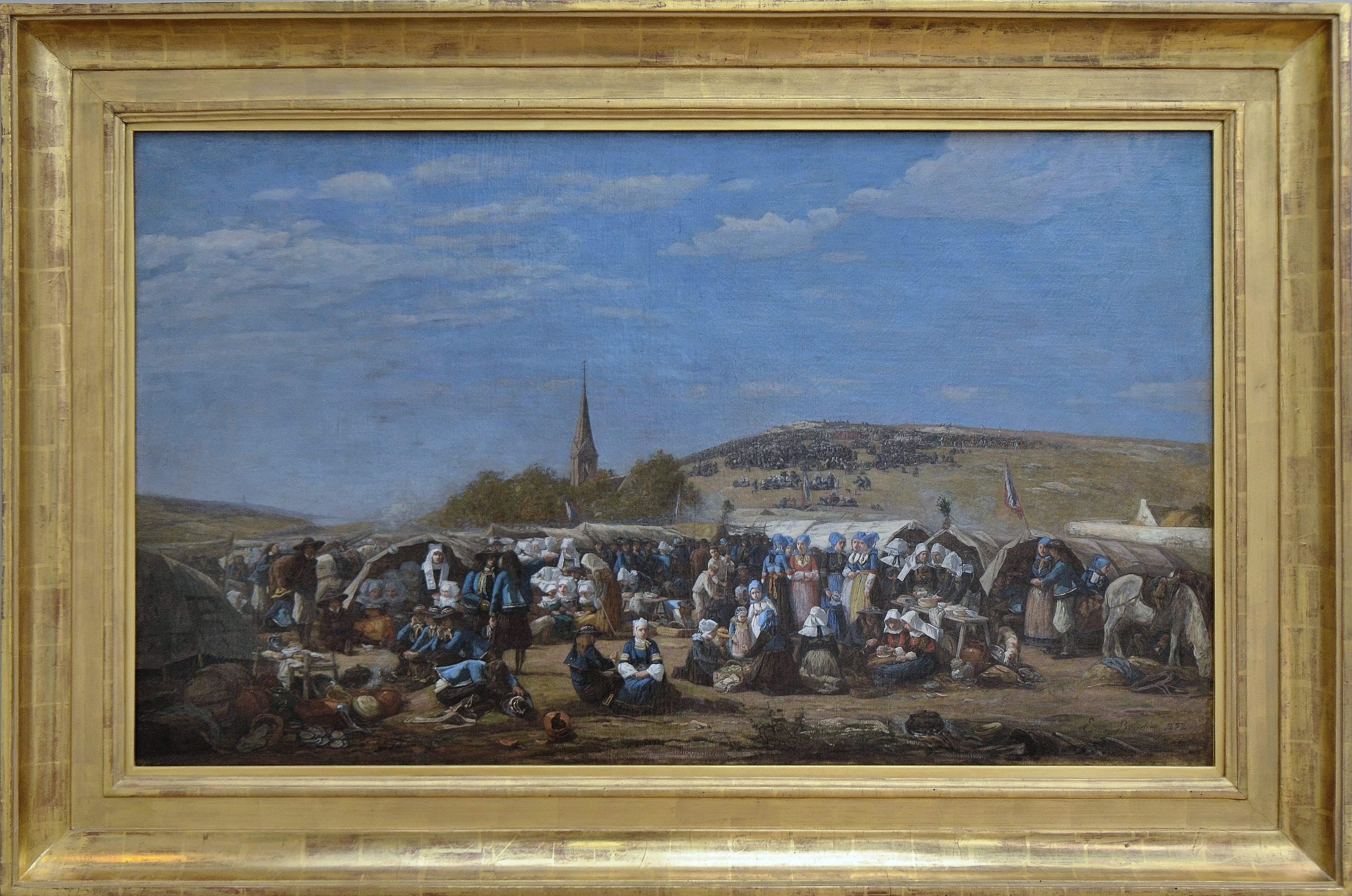
Le Pardon de Sainte-Anne-la-Palud, le premier envoi au Salon d'Eugène Boudin. Conservé au musée d'art moderne André Malraux au Havre.

Toutefois, le peintre n'envoie pas cette toile au Salon. Il choisit deux ans plus tard (en 1859) d'y présenter le Pardon de Sainte-Anne la Palud.

### Style
En peignant cette toile, Boudin se trouve à mi-chemin entre le naturalisme de l'école de Barbizon (visible notamment dans le détail des frondaisons des allées de Locmaria) et les prémices de l'impressionnisme (dynamisme du ciel et le travail sur les reflets de l'eau). Cette toile s'inscrit dans l'histoire de l'art comme une évolution stylistique, développée plus tard au sein du mouvement impressionniste.

### Inspiration
La démarche du peintre est novatrice : sortir de son atelier pour peindre en extérieur, "sur le motif". Cette démarche est entamée par l'école de Barbizon au milieu du XIXe siècle grâce à différents progrès techniques tels que l'invention de la peinture en tube ou l'apparition du chemin de fer. Ce nouveau moyen de transport et permet au peintres de se déplacer en province et de peintre sur le motif, une spécificité du travail d'Eugène Boudin. Il l'exprime lui-même : « trois coups de pinceau d’après nature valent mieux que deux jours de travail au chevalet ». 
Certains spécialistes s'accordent sur le fait que le mouvement dans le ciel, dû à la touche animée du peintre, annonce l'impressionnisme. Le ciel est un élément qui a pris de l'ampleur dans les œuvres de Boudin depuis les années 1850. Période vers laquelle il commence à s'inspirer de la peinture néerlandaise où le ciel occupe une place très importante dans les compositions. 

### Acquisition
Jean-Marie de Silguy, collectionneur d'art, est le premier acquéreur de l'œuvre. Il doit également en être son commanditaire.
Le collectionneur a légué ce tableau au Musée des beaux-arts de Quimper le 9 Novembre 1864 par son testament du 31 mars 1861.

### Œuvres en rapport
La photographie de Furne et Tournier dans Vues, monuments et costumes de Bretagne, intitulée Quimper - vue prise du bas de la rivière reprend le même point de vue que la toile d'Eugène Boudin, et ce la même année. Selon certains, le peintre a pu s'inspirer de ce cliché.
Toujours en 1857, Eugène Boudin assiste à un mariage à Quimper et produit Noces à Quimper, conservée également au Musée des beaux-arts de Quimper.

## Analyse
Le peintre normand pose son chevalet sur le quai du Cap Horn à Quimper, d'où il peint la ville face à Locmaria (côté droit). L'endroit présente un intérêt particulier pour Eugène Boudin qui peint son animation. L'Odet traverse la composition et la ville de Quimper. Le quartier de Locmaria est visible sur le bord droit du tableau. Le centre de la composition est occupé par les deux flèches de la cathédrale nouvellement édifiées. En effet, en 1854, l'édifice religieux trouve sa forme définitive.  

## Exposition
- Du 6 novembre 2015 au 2 mai 2016 : Journal des collections, retour sur une décennie d'acquisitions et de restaurations au musée, Quimper, Musée des Beaux-Arts[13]
- Du 1er avril au 3 août 2011 : De Turner à Monet, la découverte de la Bretagne par les paysagistes au XIXe siècle, Quimper, Musée des Beaux-Arts[13]
- Du 7 juillet au 18 octobre 2000 : Eugène Boudin en Bretagne, Morlaix, Musée des Jacobins[13]
- Du 10 juillet au 30 octobre 1991 : Les Peintres en Cornouaille, Quimper,  Musée Départemental Breton[13]
- Du 24 juin au 26 septembre 1988 : Eugène Boudin en Cornouaille, Quimper, Musée des Beaux-Arts[13]
- 1974 : Naissance de l'Impressionnisme, Bordeaux, Musée des beaux-arts[13]
- 1974 : 600 ans de constructions navales, Paris, Musée de la marine
- 1963-1964 : Eugène Boudin en Bretagne, Rennes, Musée de Rennes[13]

#### Catalogue d'exposition
- Annette Musée d'art moderne André Malraux et GrandPalaisRMN, Eugène Boudin, L'atelier de la lumière: [exposition], Le Havre, MuMa, Musée d'art moderne André Malraux, 16 avril-26 septembre 2016, Éditions de la Réunion des musées nationaux-Grand Palais, 2016 (ISBN 978-2-7118-6314-3)
- La Bretagne en relief: premiers voyages photographiques en Bretagne [exposition, Quimper, Musée départemental breton, 16 juin-29 octobre 2000], Musée départemental breton, 2000 (ISBN 978-2-906633-17-9)

#### Sources institutionnelles
- « Eugène Boudin », sur www.beaux-arts.ca (consulté le 27 mars 2025)
- Musée des beaux-arts de la ville de Quimper, « Eugène Boudin Le Port de Quimper », sur Musée des beaux-arts de la ville de Quimper : Site Internet (consulté le 28 février 2025)
- Musée des beaux-arts de la ville de Quimper, « Eugène Boudin Noces à Quimper », sur Musée des beaux-arts de la ville de Quimper : Site Internet (consulté le 4 mars 2025)
- « BOUDIN, Le Pardon de Sainte-Anne-La-Palud | MuMa Le Havre : site officiel du musée d'art moderne André Malraux », sur www.muma-lehavre.fr (consulté le 4 mars 2025)
- « Le Travail | MuMa Le Havre : site officiel du musée d'art moderne André Malraux », sur www.muma-lehavre.fr (consulté le 27 mars 2025)
- « Le paysage au XIXe siècle », sur www.museedegrenoble.fr (consulté le 27 mars 2025)
- Dossier d'œuvre du Musée des beaux-arts de Quimper.

#### Articles
- « La Bretagne des peintres. Boudin séduit par les ciels », Le Télégramme,‎ 1er aout 2003, p. 27
- André Cariou, « Le peintre Eugène Boudin à Quimper en 1885 », Quimper Réalités, Quimper, no 63,‎ septembre 1988, p. 32
- Clémentine Vieilard-Baron, « Quimper, gente dame de Cornouaile », Historia, no 811,‎ juillet 2014, p. 74-83